# ケリング (イギリス)
ケリング（Kelling、ローケリングおよびローワーケリングとも呼ばれる） は、イギリスのノーフォーク郡にある村であり、行政教区である。村はクローマーから16.3キロメートル（10.1マイル）西、ノリッジから42キロメートル（26マイル）北、 ロンドンから210キロメートル（130マイル）北東に位置している。また、キングスリンとグレートヤーマスの間にあるA149海岸道路にまたがっている。
村の名称の由来は「Cylla's / Ceolla'speople」である 。
最寄りの鉄道駅はシェリンガム、クローマー、ノーウィッチの間を走るビターンラインのシェリンガム駅である。また、最寄りの空港はノリッジ国際空港である。村はノーフォーク海岸特別自然美観地域と北ノーフォーク遺産海岸内にある。
政府が政策を変更したことにより、現在北ノーフォークの海岸侵食に対する管理が中止されている 。

## 概要
ケリングは2011年時点で人口177人であり、密輸で評判の小さな村 。村には閲覧室があり、現在は本屋やギャラリー、茶室になっている。 1876年に建てられ、1877年10月に開校した小さなビクトリア朝の校舎は 、閲覧室のちょうど向かいにあるA149の海岸側に存在しており、現在も小学校として使用されている。今では周辺地域から90人の子供たちが登校している。ケリングの住所は、37個ある土地のうち10個のみが番地を持っているという珍しい仕組みとなっており、番地を持っていない残りの土地は家の名前のみで判断される。村の郵便番号はNR257EL。
ケリング周辺には、特別自然美観地域に指定されているケリングヒースとマックルバーグヒルと呼ばれる2つの丘がある。ケリングヒースには、網目状の小道や自然遊歩道、周辺エリアの景色がある。ケリング村は公道（RUPP）として使用されている道路を経由すると、海岸から約1kmの地点にある。ケリングの海岸線は、ウェイボーンとソルトハウスと共に、第二次世界大戦中のイギリスにおける戦略的防衛の一部を担っていた。

## 画像

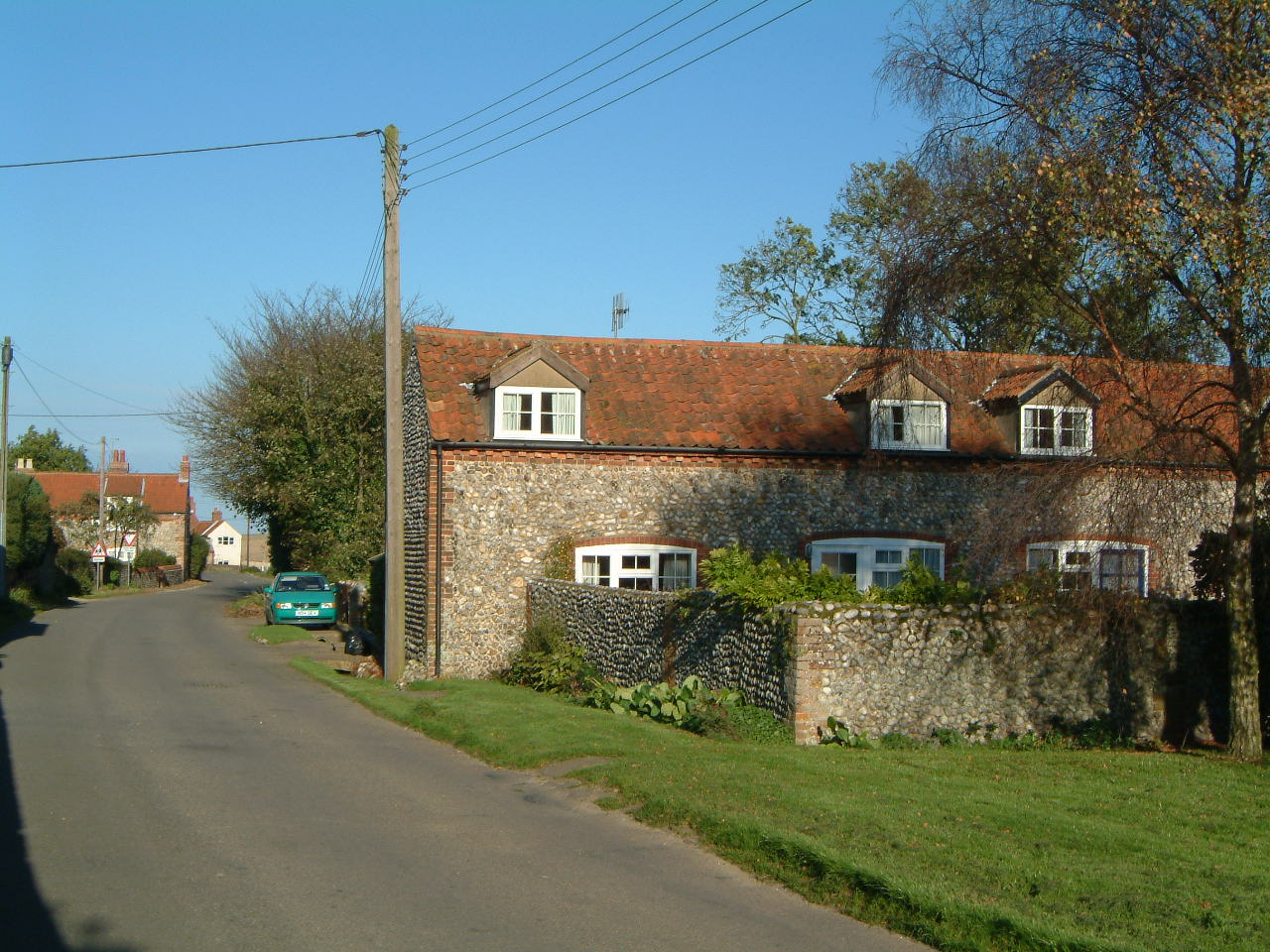
街道
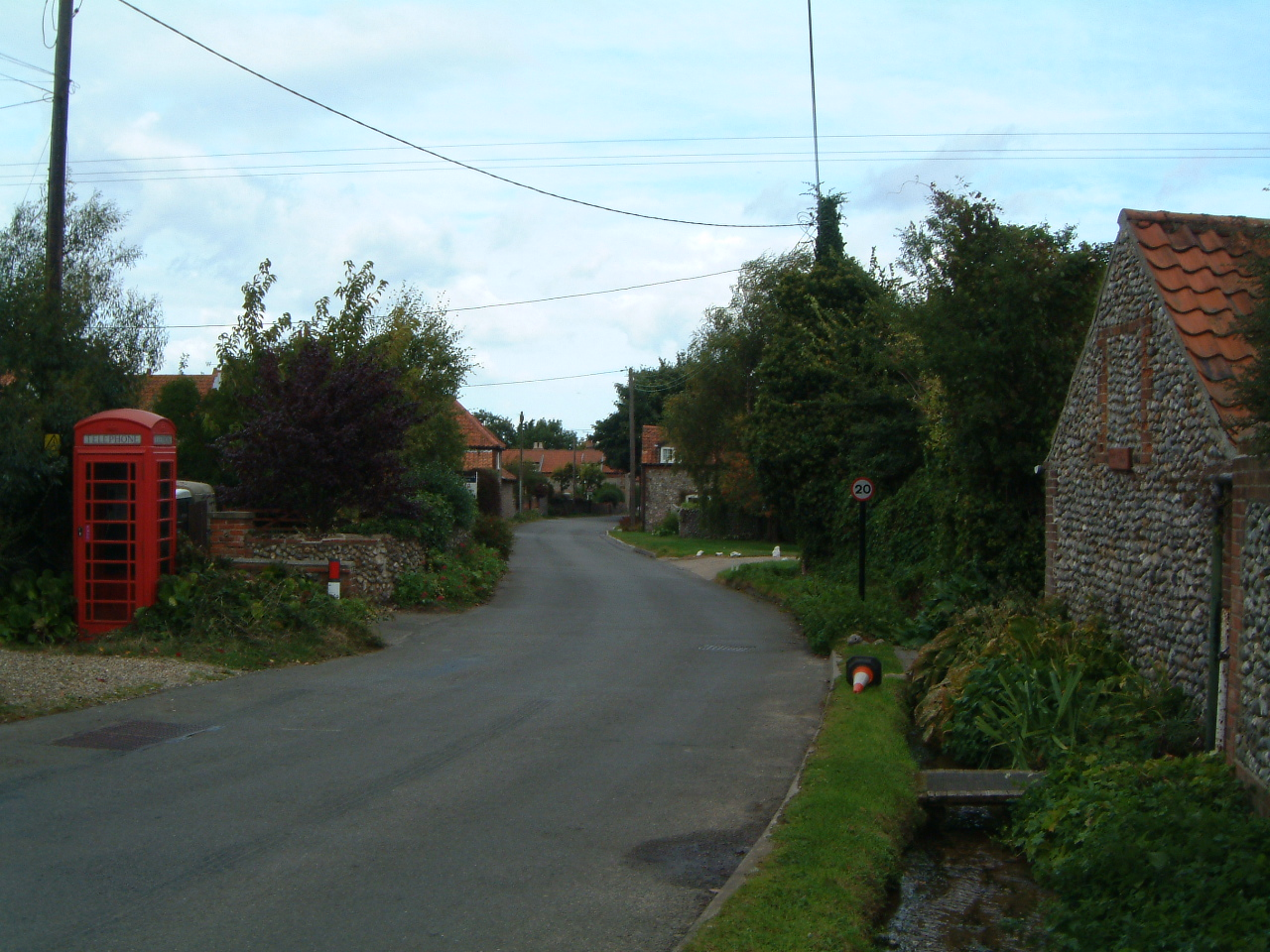
街道
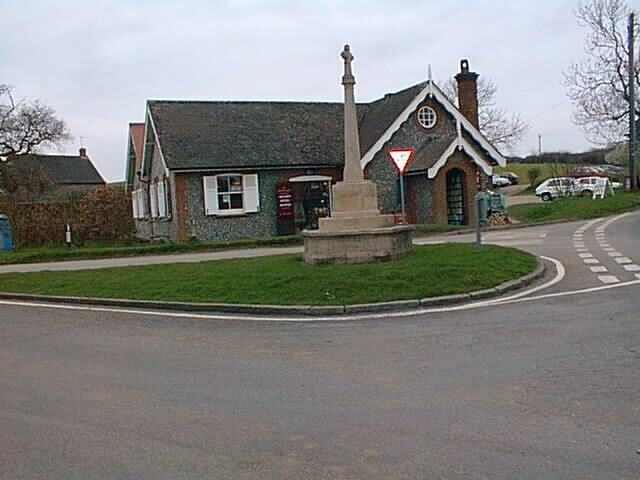
昔の閲覧室
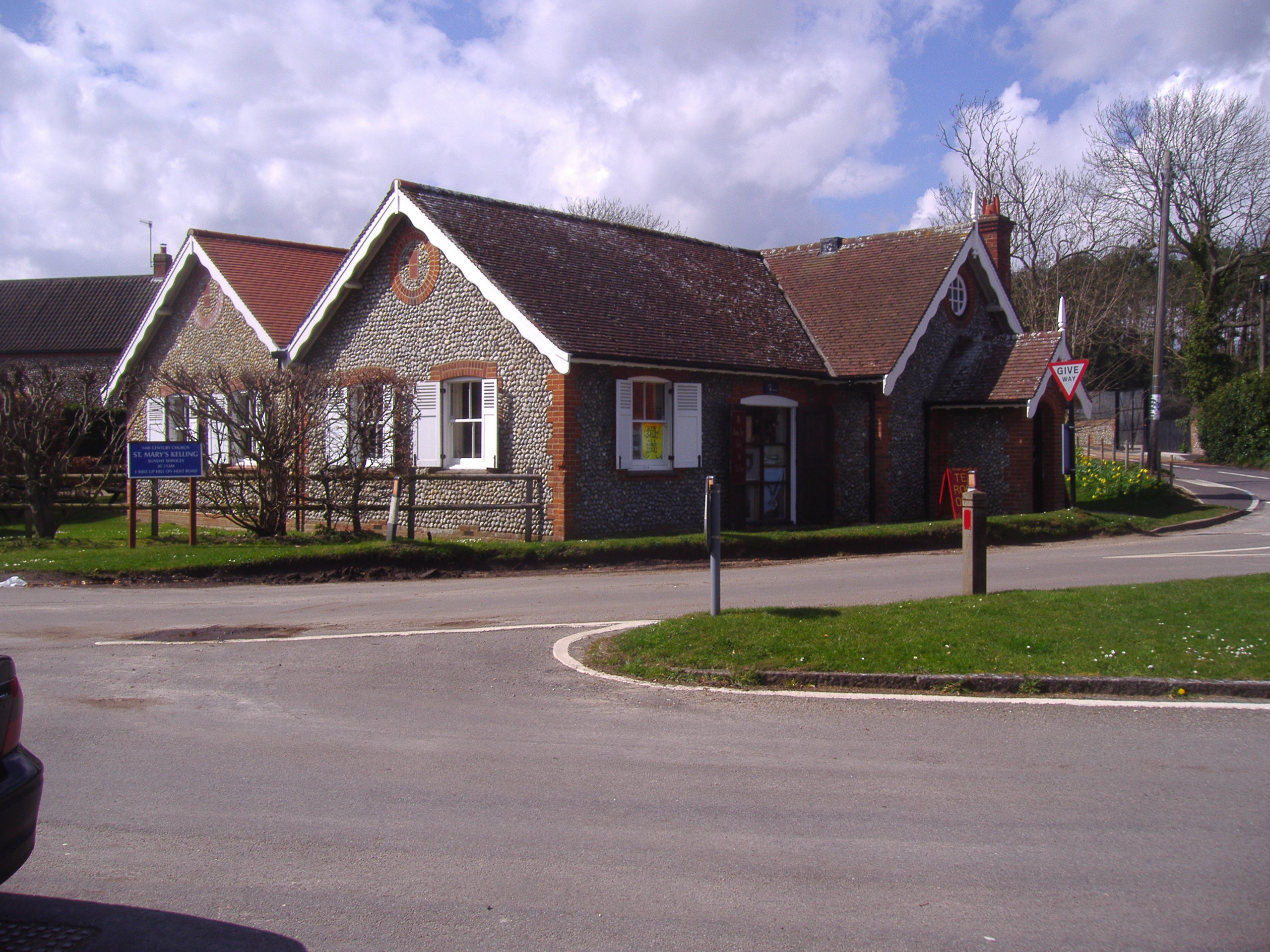
昔の閲覧室
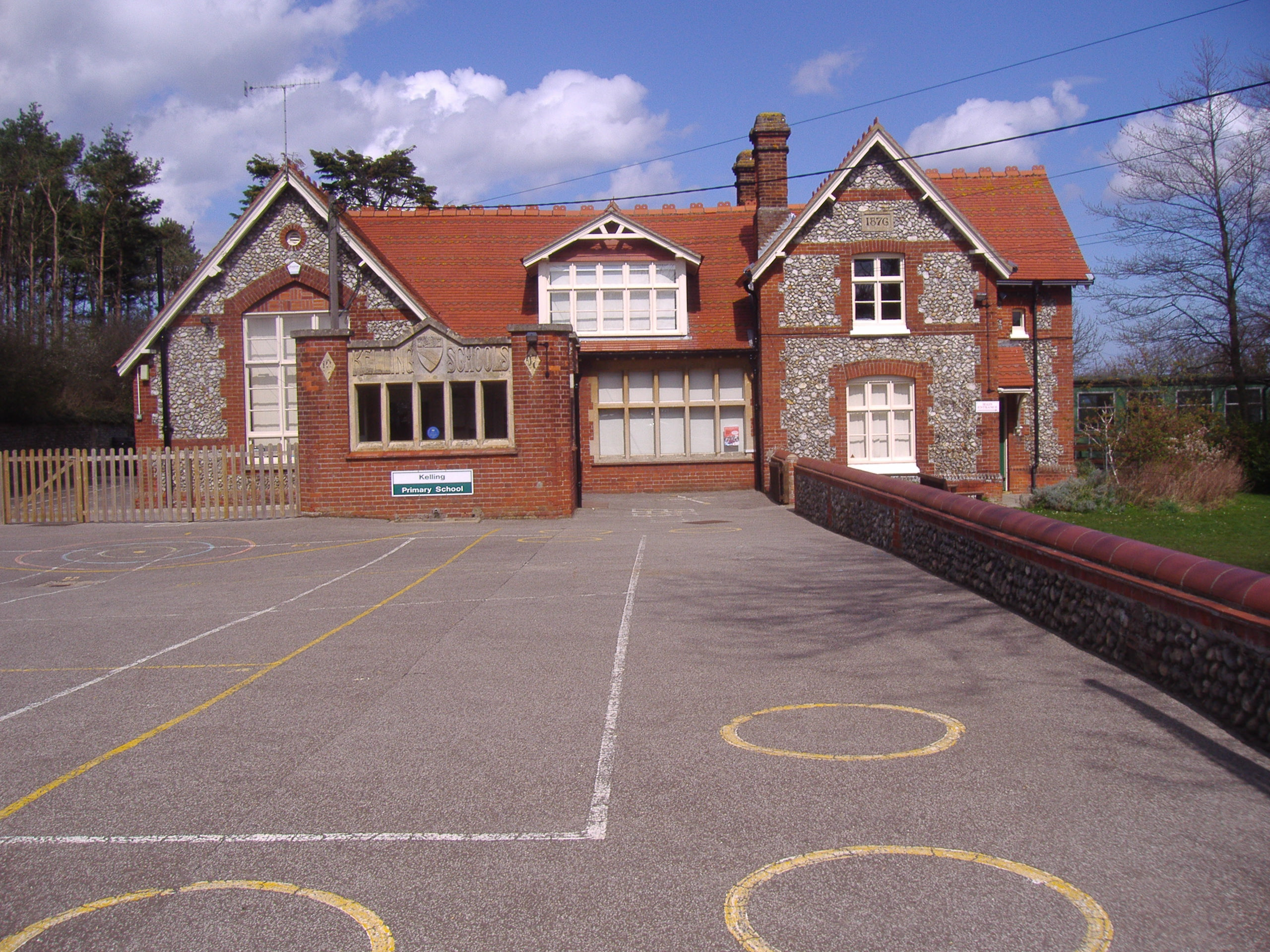
ケリング村の学校
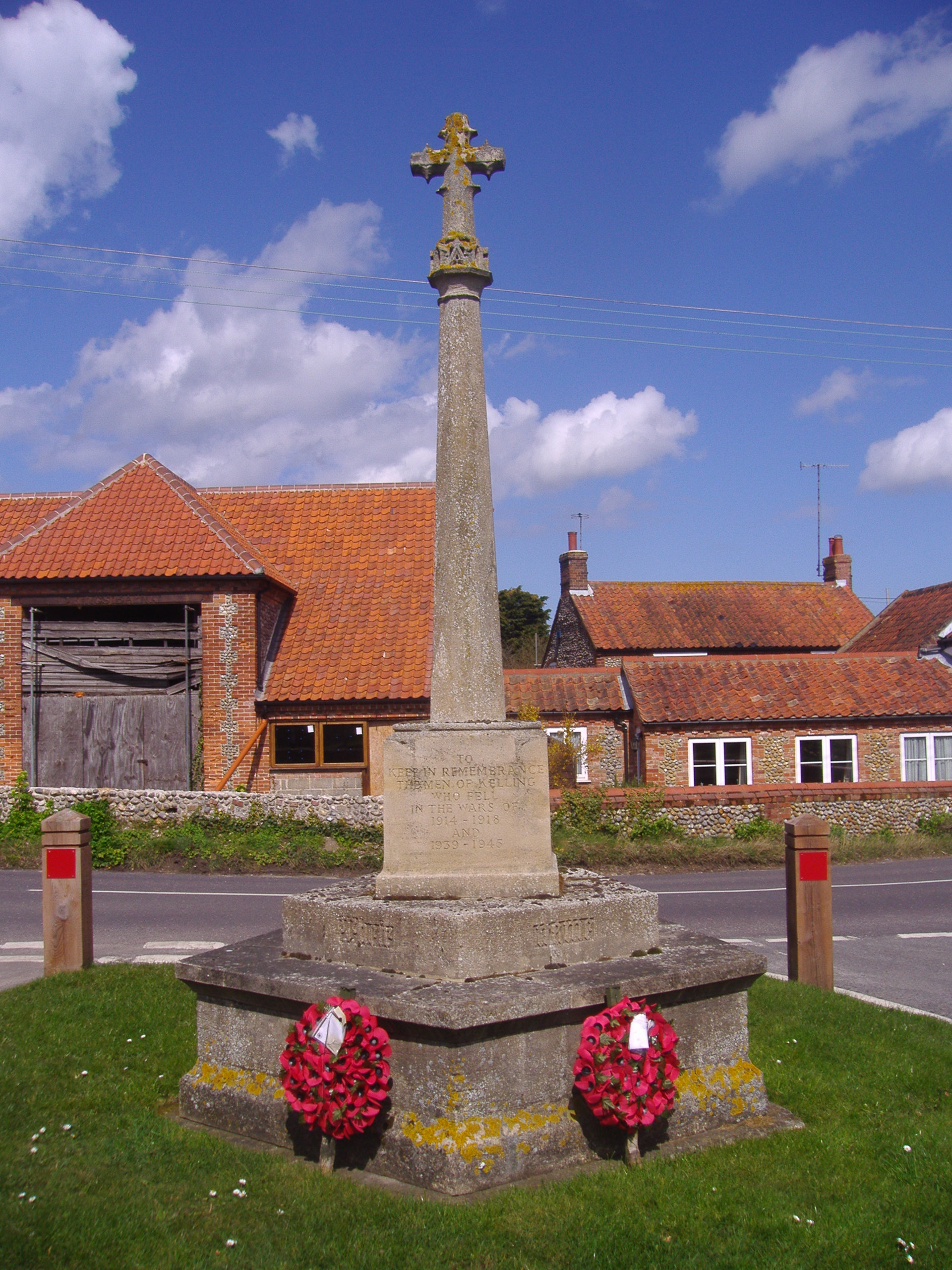
ケリング戦争記念館
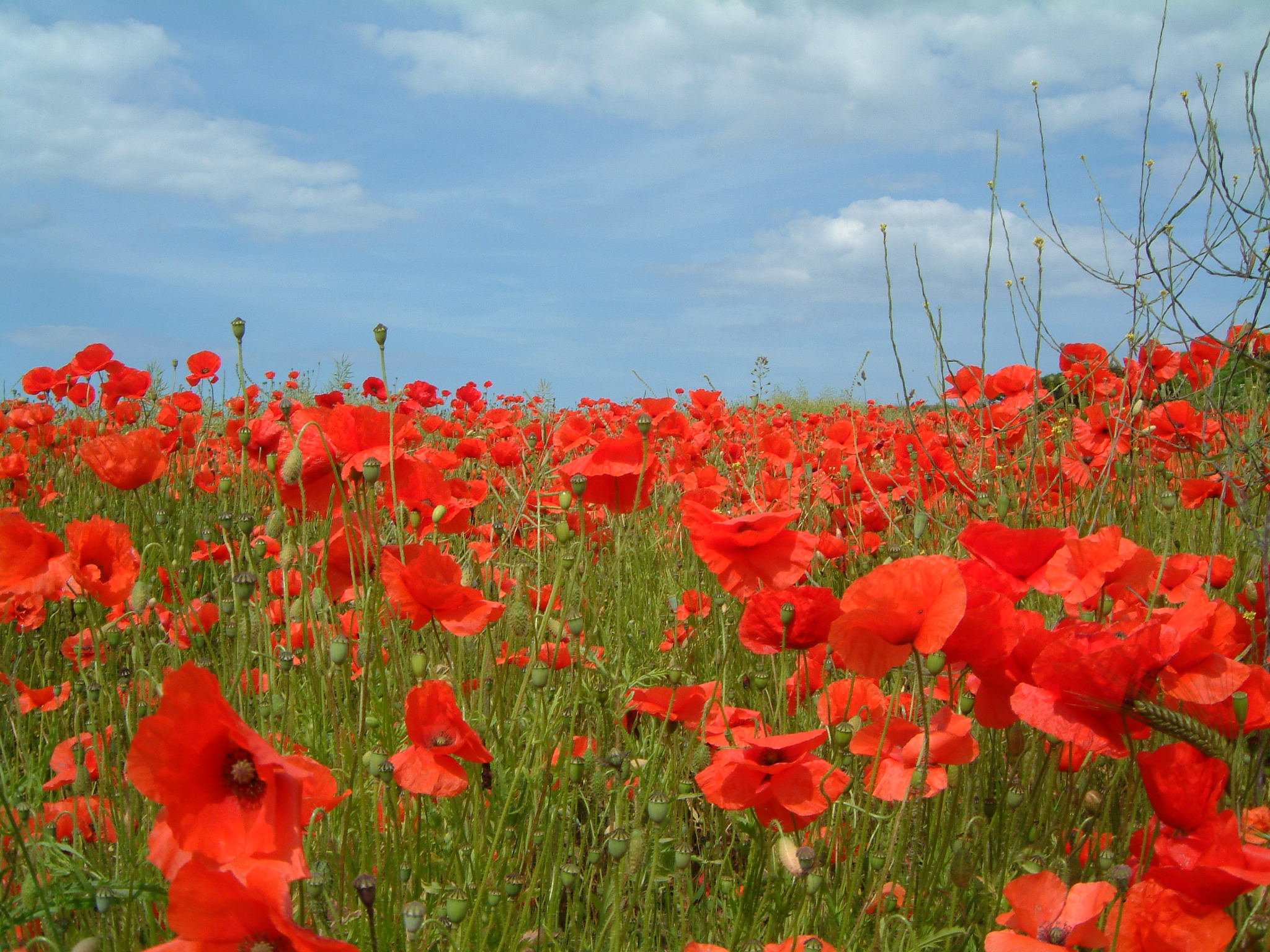
2002年6月のケリング近くにある畑のポピー
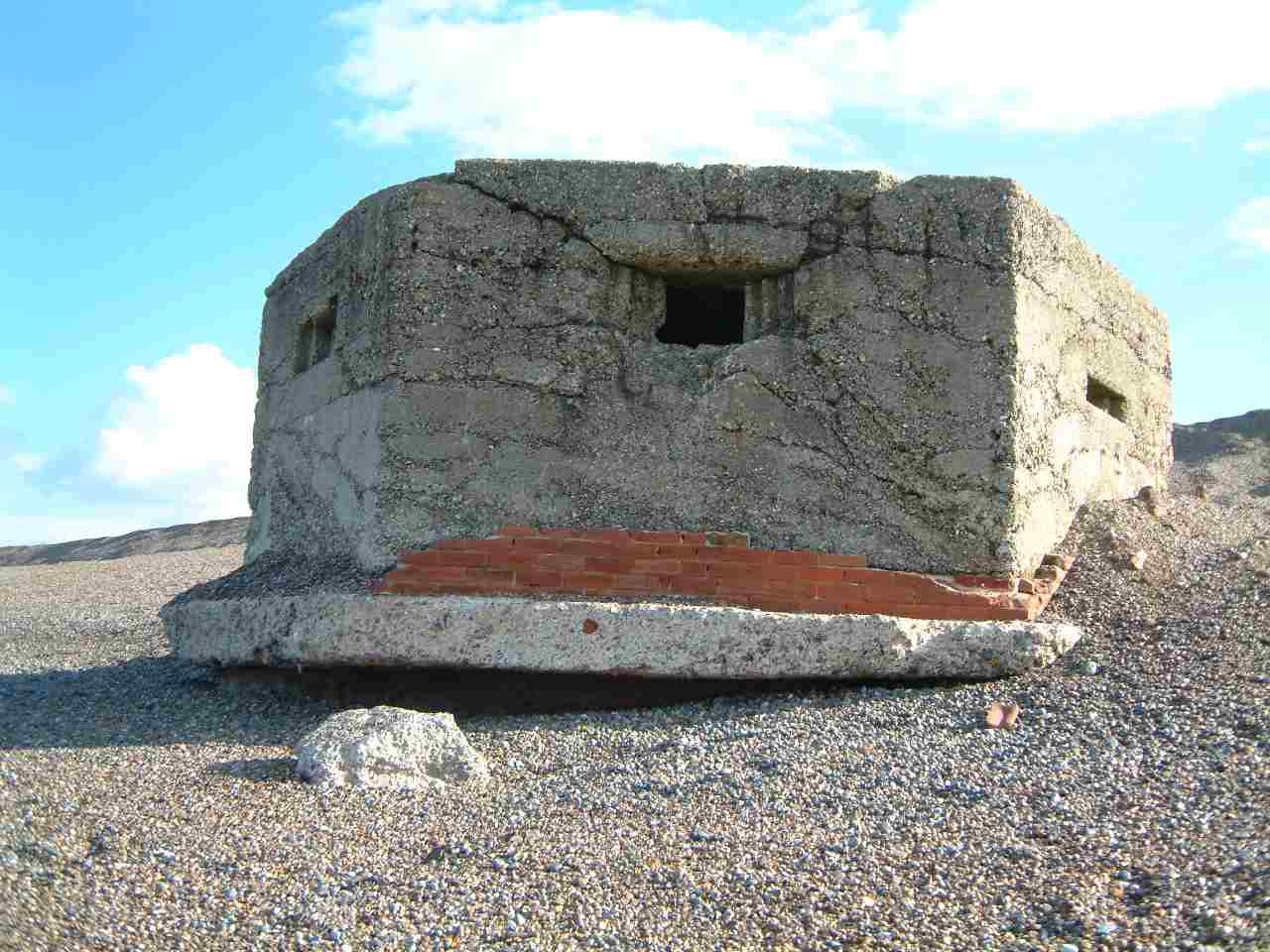
ケリングの砂浜にある第二次世界大戦の22型ピルボックス
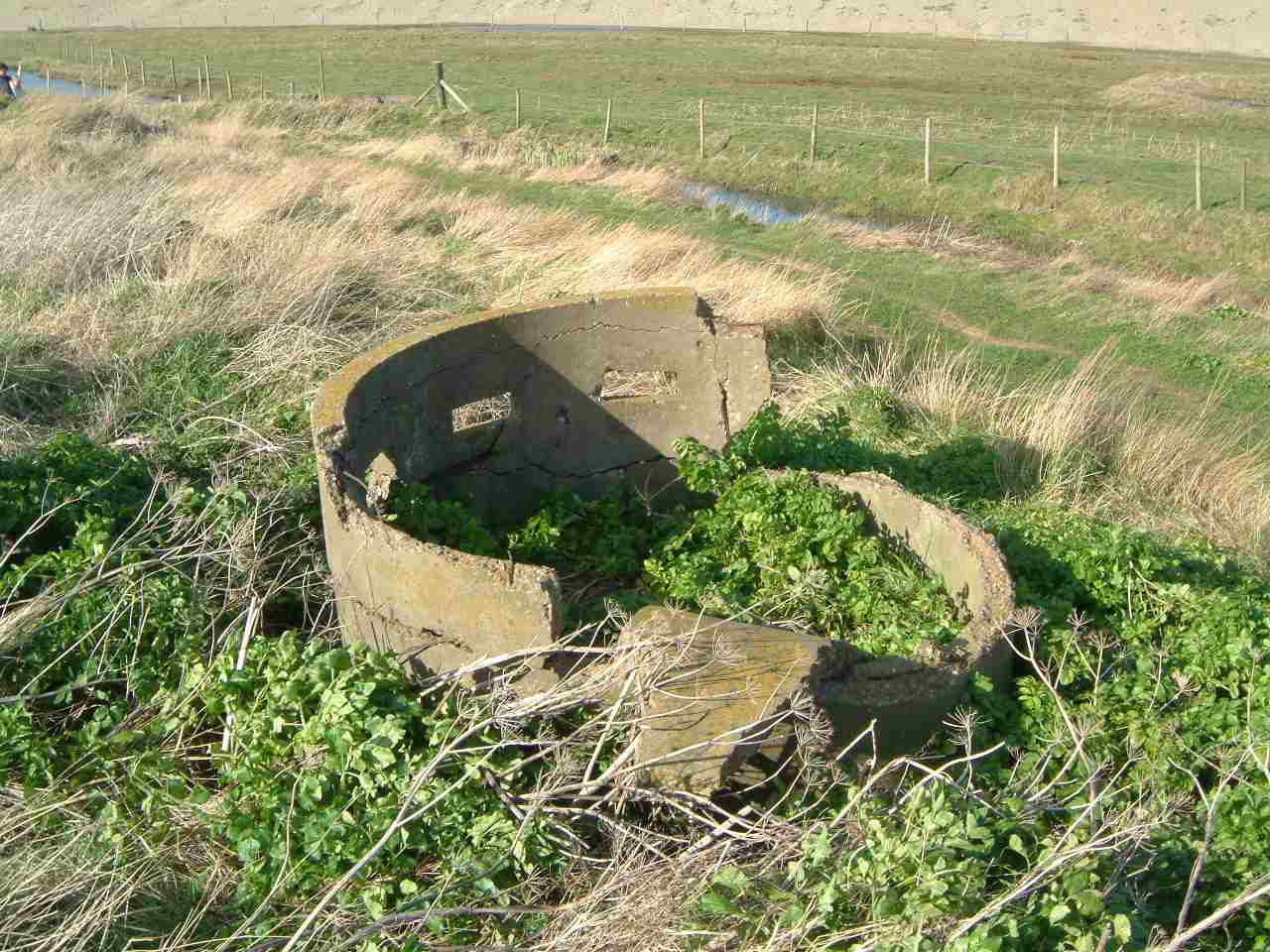
ケリングハードの第二次世界大戦ノーコンピルボックス

## 近隣の村
- ウェイボーン（英語版）
- ソルトハウス（英語版）
- ハイケリング（英語版）
- クレイ・ネクスト・ザ・シー（英語版）
- ウィブトン（英語版）